# Frank Martin
Frank Martin (født 15. september 1890 i Genève, Schweiz, død 21. november 1974 i Naarden, Holland) var en schweizisk komponist.
Han begyndte meget tidligt at komponere, men gik aldrig på et konservatorium og var hovedsagelig autodidakt. I 1946 flyttede han til Holland, hvor han levede og komponerede resten af livet.
Stilistisk kan han være vanskelig at placere. Han er orienteret såvel mod fransk musik som mod den tyske tradition, dybt påvirket af Bachs harmonik.
Hans sene kompositioner er mere eksperimenterende, idet han bruger eksotiske rytmer og folkemusikalske træk. Han brugte også tolvtoneteknikken i sine sene værker. Har også skrevet en del religiøse værker. Han hører til de vigtigste schweiziske komponister i det 20. århundrede.

## Udvalgte værker
- Symfoni (1937) - for orkester
- Lille Symfoni koncertante (1944-1945) - for harpe, cembalo, klaver og to strygeorkestre
- Koncert (1949) - for 7 blæserinstrumenter, pauker, slagtøj strygeorkester
- "Passacaglia" (1944-1962) - for stort orkester
- "De fire elementer" (1963-1964) - for orkester
- "Golgotha" (1945-1948) - oratorium - for solister, kor, orgel og orkester
- "Stormen" (1952-1956) – opera
- Violinkoncert (1951) - for violin og orkester
- 2 Klaverkoncerter (1935, 1967) - for klaver og orkester
- Cellokoncert (1965) - for cello og orkester
- Cembalokoncert (1951-1952) - for cembalo og kammerorkester
- Requiem (1971-1972) - for solister, kor, orgel og orkester
- "Polyptych" (1973) - for violin og to små strygeorkestre
- "Ballade" (1972) - for bratsch, blæserorkester, cembalo, harpe, pauker og slagtøj